# 观鸟比赛
观鸟比赛是在指定的地点和规定的时间内，以观察记录到鸟的种类多少来确定优胜者的一种比赛。观鸟比赛是随着观鸟活动的推广而诞生的一种娱乐活动。
观鸟比赛的地点往往选择鸟类种类较多的地区，依赛程的长短，地点的范围大小不定。对于比赛的行程，在设定的时间内有个观鸟对自行安排。每一只观鸟队人数要多于两人，队中要设一领队，来认定鉴别鸟种。比赛中一般有两人或两人以上确认鸟种即可记录，从声音鉴别也是可以的。比赛中要填写记录册，包括观鸟队的人员信息、记录鸟种及数量、观察地点。观鸟比赛的评委由有经验、对比赛地点熟悉的观鸟人或鸟类学家担任，可以对各队的记录提出质疑，待各队解答后给于评定，最后依据各队记录的多少来确定优胜，也有设立其他奖项，如是否有本地罕见的珍稀鸟种、预测本次大赛的目击鸟种数等，以此来增加观鸟者的兴趣。

## 著名观鸟比赛
- 香港观鸟比赛（中国·香港特别行政区）
- 洞庭湖观鸟比赛（中国·湖北省）
- 北戴河国际观鸟大赛（中国·北戴河）
- 北京高校观鸟比赛（中国·北京）